# زواج الأرملة من شقيق زوجها

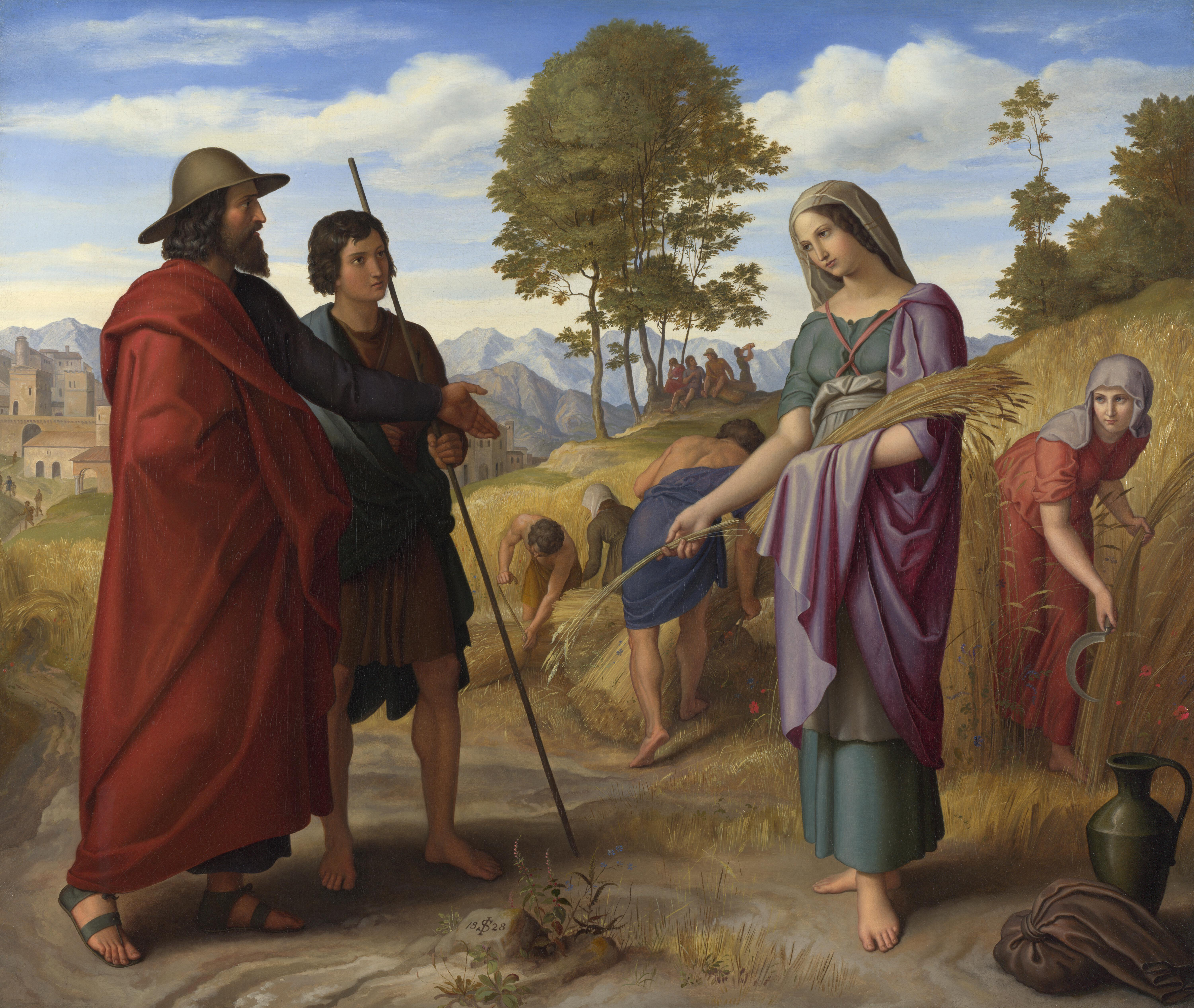

زواج الأرملة من شقيق زوجها هو نوع الزواج حيث يلزم أخو الرجل المتوفى أن يتزوج أرملة أخيه. مصطلح levirate هو نفسه مشتق من الكلمة اللاتينية levir وهذا يعني «شقيق الزوج». تمارس المجتمعات المحلية الزواج من أرملة الأخ المتوفى بهيكل عشائري قوي يحظر فيه الزواج الخارجي (أي الزواج خارج العشيرة).

## الخلفية والمبررات
يمكن أن يكون زواج الأرملة من شقيق زوجها، في أكثر حالاته إيجابية، بمثابة حماية للأرملة وأطفالها، مما يضمن حصولهم على عائل وحامي. يمكن أن يكون زواج الزوجة أمرًا إيجابيًا في مجتمع حيث يجب على النساء الاعتماد على الرجال  أحتياجاتهن، خاصة في المجتمعات التي تكون فيها المرأة خاضعة لسلطة أزواجهن أو تعتمد عليه أو في العبودية أو يعتبرون ممتلكات لأزواجهن، ولضمان بقاء العشيرة. ترتبط ممارسة زواج الأخ بأرملة أخيه ارتباطًا وثيقًا بالمجتمعات الأبوية. كانت الممارسة مهمة للغاية في العصور القديمة (على سبيل المثال، الشرق الأدنى القديم)، وتبقى كذلك اليوم في أجزاء من العالم. إنجاب الأطفال يمكّن من وراثة الأرض، مما يوفر الأمن والمكانة.
قد لا يحدث زواج الأخ من أرملة أخيه إلا إذا توفي الرجل بلا أطفال، من أجل مواصلة خط عائلته. كما وجدت عالمة الأنثروبولوجيا روث ميس أن ممارسة وراثة الأرملة من قبل الإخوة الأصغر سنا، شائعة في أجزاء كثيرة من أفريقيا، يعمل على تقليل النمو السكاني، لأن هؤلاء الرجال سوف يجبرون على الزواج من النساء الأكبر سناً (وبالتالي الأقل خصوبة).

## اليهودية
وقد أشار أستاذ الدين تيكفا فريمر-كينسكي إلى الآثار الاقتصادية المترتبة على الزواج العبري للأخ من أرملة أخيه: أول طفل يولد لأرملة الأخ هو الوريث من الأخ المتوفى، ويحق له المطالبة بنصيب الأخ المتوفى من الميراث. إذا كان الأخ المتوفى هو الابن البكر، فإن ميراث طفل زواج السفلة هو الحصة المزدوجة التي يستحقها المتوفى. ومع ذلك، إذا مات الأخ غير المتوفى بدون أطفال، فسيحق لشقيقه الحي أن يرث نصيبًا متزايدًا، أو إذا كان الابن الأكبر الباقي على قيد الحياة، يمثل نصيبًا مزدوجًا من الحصة المتزايدة.

## الإسلام
الشريعة الإسلامية تضع بوضوح قواعد الزواج، بما في ذلك من قد يتزوج من وعلى الرغم من أن القرآن لا يمنع الرجل من الزواج من أرملة أخيه، بل يحظر على الزوجة أن «تورَّث».

## آسيا

### سكيثيا
تم إحياء عادات زواج السلفة إذا كانت هناك ظروف اقتصادية هشة في أسرة المتوفى. خازانوف، نقلاً عن [أبرامزون، 1968، ص. 289–290]، يذكر أنه خلال الحرب العالمية الثانية، زواج الأخ بأرملة أخيه تم إحياءه في آسيا الوسطى. في هذه الظروف، يتحمل أبناء وإخوة المتوفى الكبار مسؤولية إعالة أسرته. واحد منهم يتزوج الأرملة ويتبنى أطفالها، إذا كان هناك.

### آسيا الوسطى وشيونغنو
نجا عرف زواج السلفة في مجتمع شمال شرق القوقاز الهون حتى القرن السابع. ويشير المؤرخ الأرميني موفسيس كالانكاتواتسي إلى أن الساوير، وهي واحدة من القبائل الهونية في المنطقة، كانت عادة أحادية الزواج، ولكن في بعض الأحيان سيأخذ الرجل المتزوج أرملة أخيه كزوجة متعددة. لودميلا غميريا، مؤرخة داغستانية، تؤكد أن زواج الأخ بأرملة أخيه نجا حتى «الحداثة الإثنوغرافية» (من السياق، ربما الخمسينات). يصف كالانكاتواتسي شكل زواج السلفة الذي يمارسه الهون. بما أن للمرأة مكانة اجتماعية عالية، كان للأرملة خيار الزواج من جديد. قد يكون زوجها الجديد أخًا أو إبنًا (من امرأة أخرى) لزوجها الأول، ولذلك قد ينتهي بها الأمر بالزواج من شقيق أخيها أو ابن زوجها؛ الفرق في العمر لا يهم.

### القيرغيز
«يمارس القيرغيز زواج الأرملة حيث تزوج زوجة الذكر المتوفى في كثير من الأحيان من قبل الأخ الأصغر للميت.» «اتبع القيرغيز... عادات زواج السلفة، أي أن الأرملة التي أنجبت طفلاً واحدًا على الأقل كان يحق لها زوج من نفس نسب زوجها المتوفى».

### إندونيسيا
وفقا لعادات شعب الكارو، فإن تعدد الزوجات مسموح. لاحظت دراسة أجريت في كوتاجامبر، وهي قرية يقطنها الكارو في الستينيات، وجود حالة واحدة من هذه الممارسة، نتيجة لزواج الأخ بأرملة أخيه.

### الأكراد
زيجات السلفة بين الأكراد شائعة جدا وأيضا بين الأكراد في تركيا، خصوصا في ماردين. تمارس الزواج بأرملة الأخ في كردستان: امرأة أرملة تقيم مع أسرة زوجها. إذا كانت أرملة عندما يكون أطفالها صغارًا، فهي مضطرة للزواج من شقيق زوجها المتوفى. زواج أخت الزوجة المتوفاة عادة أخرى: عندما يفقد الرجل زوجته قبل أن تنجب طفلاً أو تموت وهي تترك الأطفال الصغار، فإن نسبها يوفر زوجة أخرى للرجل، عادة أخت أصغر مع مهر مخفض للعروس. تمارس كل من زواج الأرملة من أخي الزوج والزواج بأخت الزوجة المتوفاة لضمان رفاهية الأطفال وضمان بقاء أي ميراث للأرض داخل الأسرة.

## أفريقيا

### الصومال
في الصومال، يمارس زواج الأرملة، وتوضع الأحكام في ظل القانون العرفي الصومالي أو حير فيما يتعلق بمهر العروس (يرد).

### الكاميرون
بين المامبيلا في شمال الكاميرون، فيما يتعلق بـ «وراثة الزوجات: تمارس كلا من زواج الأرملة من أخي الزوج والزواج بأخت الزوجة المتوفاة في جميع أنحاء القبيلة».

### نيجيريا
في بعض أجزاء نيجيريا، من الممارسات الشائعة للمرأة أن تتزوج من شقيق زوجها الراحل إذا كان لديها أطفال. وقد مكن ذلك الأطفال من الاحتفاظ بهوية عائلة الأب والميراث. على الرغم من أنه أقل شيوعًا اليوم، إلا أنه لا يزال يمارس:

### كينيا
كما هو الحال بين ماراغولي غربي كينيا، وبالمثل «في حالة لوه، تتزوج الأرامل في الغالب من شقيق الزوج المتوفى».
في المرتفعات في كينيا، من "عادة ناندي أن يتم الاستيلاء على أرملة" من قبل شقيق زوجها المتوفى". "وفقًا للقانون العرفي، من قبيل الزنا أن تشترك أرملة جنسيًا مع رجل بخلاف معصب المقرب من زوجها الراحل".

### جنوب السودان
زيجات أرملة الأخ شائعة جدًا بين الشعوب النيلية في جنوب السودان، خصوصا بين شعبي الدينكا والنوير.
يحدث نموذج بديل، زواج الشبح، عندما يموت عريس قبل الزواج. يتم استبدال العريس المتوفى بأخيه الذي يعمل كبديل للعريس؛ أي أطفال نتيجة هذا تعتبر أطفال الزوج المتوفى.

## في الثقافة الشعبية
في الأغصان الميتة، سيث بولوك يتزوج من أرملة أخيه. هذه نقطة مؤامرة تستخدم لتخفيف الشعور بالذنب في علاقة الزنا بين ألما (أرملة أخرى)، وسيث (2005).

## اقرأ أيضا
- تعدد الأزواج، زواج شقيقين أو أكثر وامرأة واحدة
- سلسلة نسب يسوع، حيث يتم تقديم زواج الأرملة بأخ الزوج لشرح التناقضات